# Amilcar Italiana
La Amilcar Italiana è il marchio sotto il cui si celano due diverse società, ma connesse tra loro, la Compagnia Generale Automobili (CGA) di Roma e la Società Industriale Lombardo Veneta Automobili (SILVA) di Verona.

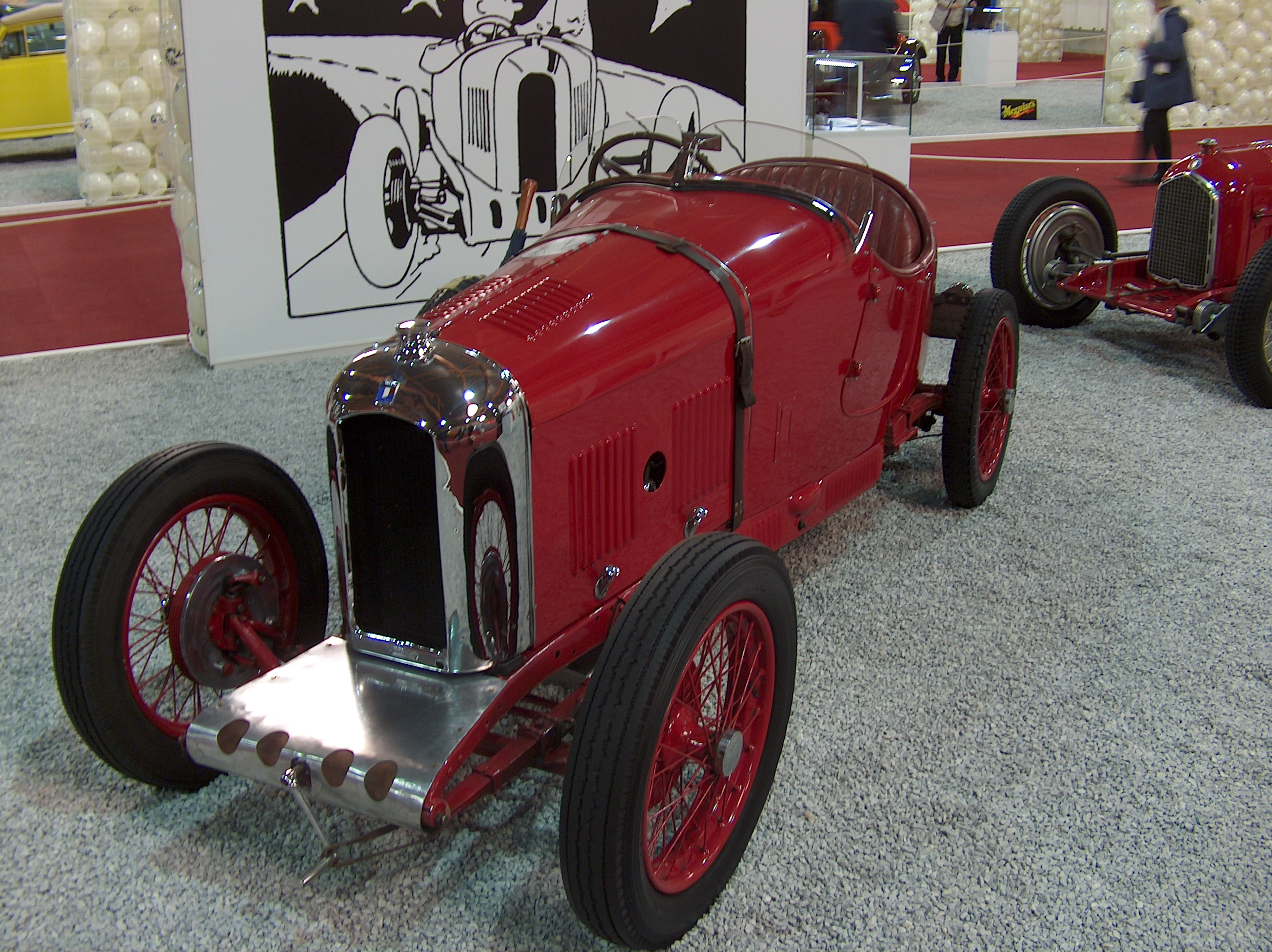
La Amilcar CGSS

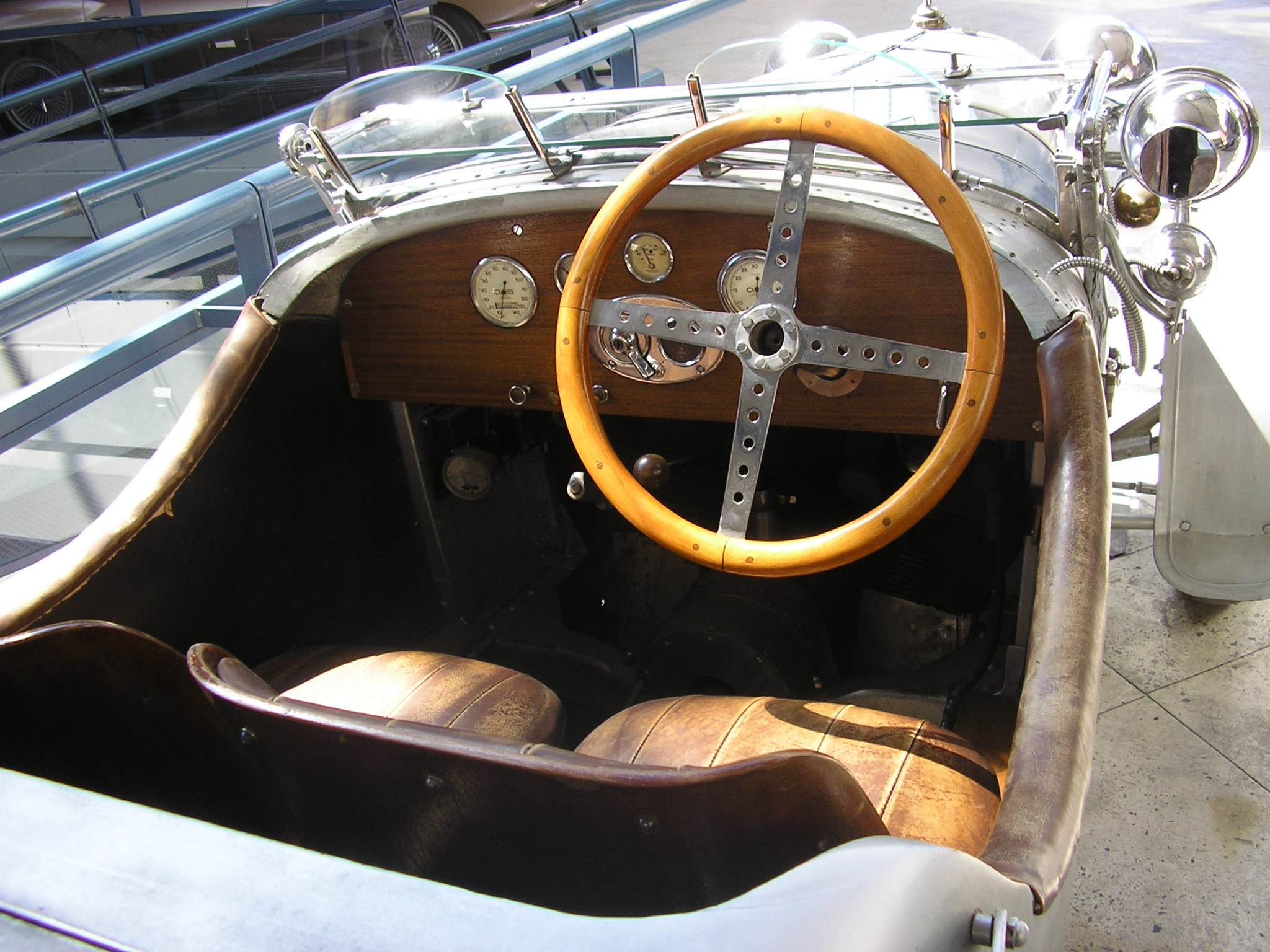
Interni Amilcar CGS, la versione francese del 1924 (7HP)

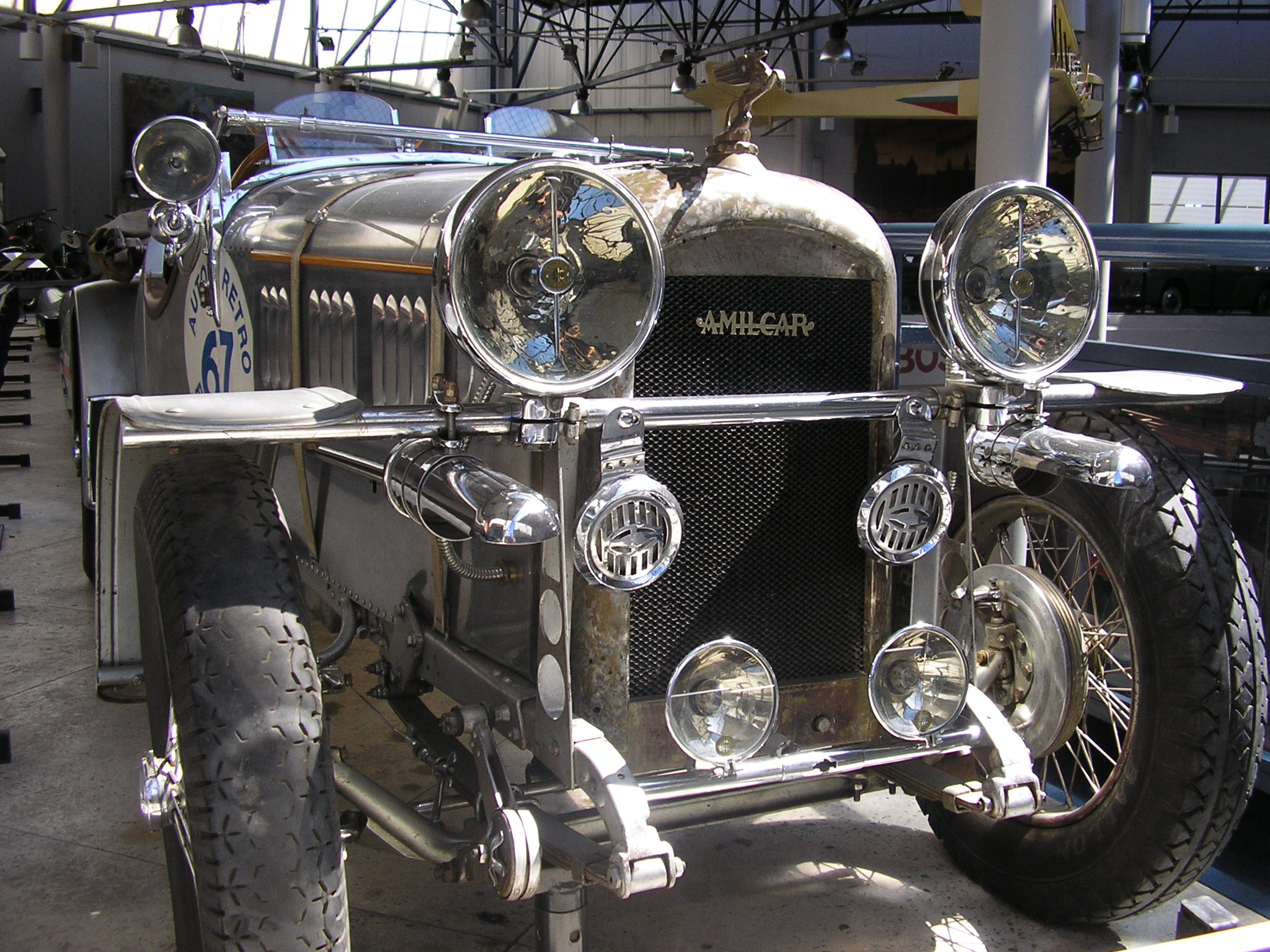
Amilcar-type-C-GS,frontale la versione francese del 1924 (7HP)

## Storia
Per sfruttare il successo cyclecar della francese Amilcar in patria, che erano state studiate per aggirare il regime fiscale imposto sulle automobili di grossa cilindrata, che rendevano le Amilcar dei motocicli dal punto di vista fiscale.
Per produrre le convenienti, e performanti, vetture francesi nasce a Roma la Compagnia Generale Automobili (CGA), che ha le officine di produzione a Lecco e uffici a Milano, per costruire su licenza francese le Amilcar in territorio Italiano, risparmiando così anche sui dazi doganali.
Nel 1927 visti i successi commerciali e sportivi ottenuti dalla CGA un gruppo di finanziatori decide di rilevare la licenza Amilcar da Silvani, e così nasce a Verona la Società Industriale Lombardo Veneta Automobili (SILVA) che continuerà a produrre per un altro paio d'anni le Amilcar sul territorio italiano quando altre aziende come la FIAT inizieranno a produrre modelli simili, anche se più costosi (Fiat 509) che faranno perdere interesse negli italiani per la “francese” Amilcar che sommato alla crisi del 1929 decreteranno la fine dell'avventura italiana dell'Amilcar.

## Modelli
L'Amilcar italiana pubblicizzò sempre i suoi modelli attraverso le corse, creò addirittura delle vere e proprie racing car su base Amilcar come la CGSS.
Un modello di punta della Amilcar, conosciuta in Francia come 7HP, in Italia era venduta col nome di CGS (dalla CGS deriva la CGSS) costruita in Italia dal 1926 (in Francia la 7HP fu costruita fino al 1925) aveva le seguenti caratteristiche tecniche:
- motore anteriore 4 cilindri di 1075 cm³
- sviluppava 33 CV (7 hp potenza fiscale) a 3700 giri per 115 km/h di velocità max
- cambio a 3 marce +R
- peso 400 kg

La versione francese di questo modello vinse la Targa Florio del 1924 nella sua categoria.